# A Diamond in the Rough (film, 1914, Coombs)
Pour les articles homonymes, voir A Diamond in the Rough.
A Diamond in the Rough est un film muet américain réalisé par Guy Coombs, sorti en 1914.

## Fiche technique
- Titre : A Diamond in the Rough
- Réalisation : Guy Coombs
- Dates de sortie : 
  -  États-Unis : 13 juillet 1914

## Distribution
- Guy Coombs : Jack Grim
- Anna Q. Nilsson : Valeria
- Rita Allen : Mrs Masterly
- George Graham : Roger Hume
- Edwin Brandt : Travis